# Хаябуса (космический аппарат)
Хаябуса (яп. はやぶさ, «Сапсан», до запуска имел наименование MUSES-C) — космический аппарат Японского агентства аэрокосмических исследований (JAXA), предназначенный для изучения астероида Итокава и успешно доставивший образцы его грунта на Землю. В его честь названа земля Хаябусы на Плутоне (название утверждено МАС 7 сентября 2017 года).

## Конструкция
Масса аппарата — 510 кг. Оснащён четырьмя маршевыми ионными двигателями.
Аппарат нёс на себе миниатюрного робота «Минерва» цилиндрической формы (диаметром 12 и длиной 10 сантиметров) массой 519 грамм, который был оснащён солнечными батареями и тремя фотокамерами. Его стоимость около 10 млн долларов.

## Запуск и перелёт
«Хаябуса» был запущен 9 мая 2003 года японской ракетой-носителем М-5. Планировалось, что в июне 2007 года он вернётся к Земле и сбросит капсулу с добытыми образцами грунта. Это была бы первая доставка грунта с иного крупного небесного тела после лунных экспедиций.
Во время перелёта сильная солнечная вспышка нарушила работу солнечных батарей, что снизило до минимума маневренность аппарата. Из-за этого космический корабль достиг астероида лишь в сентябре, вместо расчётной даты в середине 2005 года. Также нарекания вызывала и работа ионных двигателей.

## Сближение с Итокавой

Астероид Итокава (снимок аппарата Хаябуса)

12 сентября 2005 года аппарат приблизился к астероиду на расчётные 20 км и начал проводить детальные исследования. В связи с выходом из строя двух гироскопов из трёх выполнение намеченной программы оказалось под угрозой.

## Первая посадка. Потеря робота «Минерва»
В ноябре 2005 года «Хаябуса» должен был осуществить на Итокаве три короткие посадки — одну пробную и две штатные. Однако из-за ряда сбоев одна посадка прошла неудачно (хотя при этом аппарат, как и планировалось, смог оставить на астероиде алюминиевую пластинку с именами 880 тысяч землян из почти 150 стран).
Кроме того, на поверхность аппарат должен был выпустить крошечного робота «Минерва», оснащённого тремя фотокамерами; две из них образовывали пару для стереосъёмки объектов, расположенных на расстоянии от 10 до 50 см от робота, в том числе для съемок отдельных пылинок, третья камера могла бы наблюдать более удалённые объекты поверхности. Также робот был оснащён приборами для изучения состава астероида. Однако после отделения робота связь с ним установить не удалось, и «Минерва» была потеряна; робот улетел в открытый космос.

## Вторая посадка. Сбой компьютера
26 ноября аппарат осуществил ещё одну попытку забора грунта. В момент максимального сближения с поверхностью астероида произошёл сбой компьютера. Аппарат потерял ориентацию и повредил один из двигателей, вскоре связь с ним была потеряна. Однако грунт удалось забрать. К марту 2006 года связь удалось восстановить.
Как сообщило 29 ноября 2005 агентство Kyodo, причина невыполнения штатной процедуры забора грунта 26 ноября — ошибка в программе, заложенной с Земли в бортовой компьютер «Хаябусы» двумя днями ранее. Штатная процедура забора грунта предусматривала выстрел в грунт несколькими пульками и накопление выброшенного при ударе вещества астероида. В ходе исполнения этой программы была ошибочно активирована одна из защитных функций, которая и заблокировала «выстрел».

## Возвращение на Землю
В июне 2006 JAXA сообщило, что аппарат, возможно, всё-таки сможет вернуться на Землю. 

4 февраля 2009 сотрудникам JAXA удалось наконец перезапустить ионный двигатель и окончательным манёвром направить аппарат к Земле.
13 июня 2010 года аппарат вошёл в атмосферу Земли и 13 июня в 13:51 UTC (17:51 мск) сбросил спускаемую капсулу, содержащую образцы вещества астероида. Капсула приземлилась в 14:56 UTC (18:56 мск) в районе полигона Вумера на юге Австралии. Сам аппарат сгорел в плотных слоях атмосферы.

## Итоги миссии
Капсула была доставлена в Японию. Было исследовано примерно 1500 микрозёрен доставленного вещества и спустя пять месяцев учёные выяснили, что значительная часть собранных частиц состоит из оливина.
Выяснилось, что Итокаву действительно можно считать источником обыкновенных хондритов, однако своим минералогическим составом он всё же отличается от наиболее распространённых хондритов. Большинство метеоритов — это H- и L-хондриты (то есть с высоким и низким содержанием железа соответственно), а Итокава имеет весьма незначительное содержание железа. Такие LL-хондриты менее всего распространены на Земле.
Из ловушки A, которая была открыта при попытке забора грунта Итокавы 26 ноября, было извлечено, при помощи специальной лопаточки, примерно 1500 микрозерен вещества, в основном размером 10 мкм и менее. Осмотр, с помощью сканирующего электронного микроскопа, и анализ химического состава позволил идентифицировать их как частицы оливинов, пироксенов и плагиоклазов. Относительное количество и элементный состав частиц соответствуют примитивным метеоритам из класса углистых хондритов, а также данным дистанционного зондирования астероида приборами «Хаябусы».
Так, на графике, отражающем долю железа в суммарном количестве железа и магния в оливинах и пироксенах, материал в ловушке A соответствует примерно 30 % для оливинов и 25 % для пироксенов. Именно такое соотношение установлено для поверхностного материала астероида Итокава. В то же время для материала земной мантии характерна значительно более низкая доля железа — порядка 10 %.
Кроме того, в ловушке A не найдены ни частицы магматического происхождения, обычные для района запуска «Хаябусы» (дациты), ни фрагменты осадочных пород района посадки в Австралии (кварц, глины, карбонаты). Это позволяет отвергнуть возможность загрязнения приемного устройства КА земным грунтом.
Ещё одна важная находка заключается в том, что минералы, находящиеся в пыли Итокавы, метаморфизированы. Это означает, что они в течение длительного времени были разогреты примерно до 800 ˚С (а для того чтобы достичь такой температуры — астероиду необходимо иметь около 20 км в диаметре). Это говорит о том, что нынешний Итокава является фрагментом большего тела.
«Хаябуса» стал первым космическим аппаратом, доставившим на Землю образцы грунта астероида и шестым автоматическим КА, доставившим внеземное вещество на Землю — после «Луны-16», «Луны-20», «Луны-24», Genesis и «Стардаст».